# Fountains of Wayne
Fountains of Wayne fue una banda estadounidense de rock alternativo formada en Nueva York en 1995. El grupo estaba integrado por Chris Collingwood, Adam Schlesinger, Jody Porter y Brian Young. Fue habitualmente clasificada dentro del power pop, aunque también se le ha considerado como parte del geek rock. La banda es exclusivamente conocida por su sencillo de 2003 «Stacy's Mom», certificado disco de oro por la Recording Industry Association of America.

## Historia
El grupo fue formado en 1995 por Adam Schlesinger y Chris Collingwood, antiguos compañeros de la universidad. Previamente los dos habían participado en otros grupos: Schlesinger había fundado Ivy en Nueva York y Collingwood The Mercy Buckets en Boston. El nombre del grupo se debe a una tienda de utensilios de jardinería de Wayne, Nueva Jersey llamada Fountains of Wayne Archivado el 10 de junio de 2007 en Wayback Machine.. A ellos se unieron Brian Young, que había sido baterista de The Posies, y Jody Porter, anteriormente de The Belltower.
En 1996 lanzaron al mercado su primer álbum, Fountains of Wayne, en Atlantic Records. Ese mismo año, Schlesinger tuvo un éxito inesperado a raíz de la canción «That Thing You Do!», de la banda sonora de The Wonders, que fue nominada a los Óscar y certificada disco de oro por la Recording Industry Association of America (RIAA). El álbum de la banda no tuvo el mismo éxito: vendió unas 125.000 copias en Estados Unidos. El grupo hizo una larga gira de presentación de sus canciones, donde actuaron como teloneros de The Smashing Pumpkins y The Lemonheads.
Su segundo álbum, de 1999, Utopia Parkway (nombrado por una calle en el distrito neoyorquino de Queens), tampoco consiguió el éxito que la discográfica hubiese esperado. Fue, sin embargo, bien recibido por la crítica. La revista People lo eligió como «disco de la semana». El escaso éxito comercial provocó tensiones con el sello, que se negó a promocionar el tercer sencillo, «Troubled Times». Finalmente, Atlantic les rescindió el contrato.
En 2003, la banda lanzó Welcome Interstate Managers, un álbum exitoso que generó el sencillo «Stacy's Mom», nominado al Grammy y certificado por la RIAA, que Schlesinger compuso como un tributo a la banda The Cars. Otra canción del álbum, «All Kinds of Time», se usó para promociones comerciales de la NFL durante la temporada del 2005. La banda después lanzó Out-of-State Plates, una colección de caras B y dos nuevas canciones, apoyada por el sencillo «Maureen» y una gira limitada por Estados Unidos que incluyó sets acústicos, un set en PBS Soundstage y American Songbook. También se incluye en el álbum una versión de 1999 del éxito de Britney Spears, «...Baby One More Time».
El grupo lanzó Traffic and Weather en 2007, su cuarto álbum, que incluía la canción «I-95», nombrada por Rolling Stone como una de las mejores canciones del año. Collingwood tuvo una menor participación durante el álbum debido a sus luchas con la depresión y el alcoholismo, y solo logró contribuir con tres canciones. En 2011, la banda lanzó Sky Full of Holes, su último álbum, lanzado en Japón por Warner Music Japan (con dos pistas extra), Europa por Lojinx y Estados Unidos por Yep-Roc Records. El concierto final de Fountains of Wayne tuvo lugar en Mineápolis, Minnesota, el 19 de octubre de 2013.
Adam Schlesinger murió de complicaciones de COVID-19 el 1 de abril de 2020. Los miembros sobrevivientes de Fountains of Wayne se reunieron nuevamente el 22 de abril de 2020, como parte de un evento de transmisión en vivo de caridad en recaudación al New Jersey Pandemic Relief Fund. La presentación fue un tributo a Schlesinger y contó con Sharon Van Etten tomando su lugar en el bajo.
La influencia y admiración por la banda fue mencionada por varios músicos, como el estadounidense Robbie Fulks.

## Miembros
- Chris Collingwood – voz principal, teclados (1995-2013, 2020), guitarra rítmica (1997-2013, 2020), guitarra líder (1995-2013)
- Adam Schlesinger (muerto en 2020) – teclados, guitarra rítmica, coros (1995-2013), bajo (1997-2013), batería (1995-1997)
- Jody Porter – guitarra solista, coros (1997-2013, 2020)
- Brian Young – batería, percusión (1997-2013, 2020)
- Danny Weinkauf – bajo (1995–1997)
- Sharon Van Etten – bajo (2020)

## Discografía

### Álbumes
| Año  | Título                      | Discográfica                     |
| 1996 | Fountains of Wayne          | Atlantic Records                 |
| 1999 | Utopia Parkway              | Atlantic Records                 |
| 2003 | Welcome Interstate Managers | S-Curve Records / Virgin Records |
| 2007 | Traffic and Weather         | Virgin Records                   |
| 2011 | Sky Full of Holes           | Yep Roc Records / Warner Music   |

### Sencillos
| Año  | Título                           | Extraído de                                                      |
| ---- | -------------------------------- | ---------------------------------------------------------------- |
| 1996 | Radiation Vibe                   | Fountains of Wayne                                               |
| 1997 | Sink to the Bottom               | Fountains of Wayne                                               |
| 1997 | Survival Car                     | Fountains of Wayne                                               |
| 1997 | Barbara H.                       | Fountains of Wayne                                               |
| 1997 | I Want an Alien for Christmas    | Solo salió como sencillo (luego recogido en Out-of-State Plates) |
| 1998 | Leave the Biker                  | Fountains of Wayne                                               |
| 1999 | Denise                           | Utopia Parkway                                                   |
| 1999 | Red Dragon Tattoo                | Utopia Parkway                                                   |
| 1999 | Troubled Times                   | Utopia Parkway                                                   |
| 2003 | Stacy's Mom                      | Welcome Interstate Managers                                      |
| 2004 | Mexican Wine                     | Welcome Interstate Managers                                      |
| 2004 | Hey Julie                        | Welcome Interstate Managers                                      |
| 2005 | Maureen                          | Out-of-State Plates                                              |
| 2007 | Someone to Love                  | Traffic and Weather                                              |
| 2007 | '92 Subaru                       | Traffic and Weather                                              |
| 2011 | Richie and Ruben                 | Sky Full of Holes                                                |
| 2011 | Someone's Gonna Break Your Heart | Sky Full of Holes                                                |

### Compilaciones
| Año  | Título              | Discográfica   |                                                                       |
| 2005 | Out-of-State Plates | Virgin Records | Recopilación de caras B, covers, canciones en vivo y dos temas nuevos |